# Philidris nagasau
Philidris nagasau là một loài kiến trong chi Philidris thuộc họ Formicidae sống trên đảo Fiji, chúng là loài kiến đặc biệt biết trồng cây để làm tổ và lấy thức ăn từ cây chúng trồng.

## Tập tính
Chúng thu thập hạt giống của loài cây ra quả Squamellaria và trồng trên những chạc và cành cây kín đáo. Khi loài cây này bám rễ và bắt đầu phát triển, kiến sẽ bò vào trong những cuống non và bón phân cho cây. Khi quả lớn dần, kiến sẽ bò vào trong, đào những đường hầm và khoảng trống bên trong phần thịt mềm của quả. Khi tổ kiến lớn lên, nó có thể bao gồm hàng chục quả. Khi cây còn nhỏ, kiến sẽ đào một lỗ nhỏ (domatium) trên cuống để bón phân cho cây, có lẽ chúng dùng chính chất thải của kiến. 
Khi cây ra hạt, kiến sẽ lại tiếp tục đem trồng và canh giữ. kiến sẽ chỉ lấy hạt từ một loài Squamelleria mà chúng thích. Lũ kiến sẽ tiếp tục cung cấp phân bón ngay cả sau khi cây đã trưởng thành, và ngược lại, cây mang đến quả ngọt và chỗ trú ẩn. Đây là một kiểu quan hệ cộng sinh đúng nghĩa giữa 2 loài, kiến Philidris nagasau tồn tại hoàn toàn phụ thuộc vào loại cây chúng trồng, và cây Squamelleria cũng hoàn toàn dựa vào kiến để phát triển. 